# Channallabes apus
Channallabes apus – gatunek ryby sumokształtnej z rodziny długowąsowatych (Clariidae). Dorasta do około 33 centymetrów. Żyje w błotnistych bagnach Konga i Angoli.

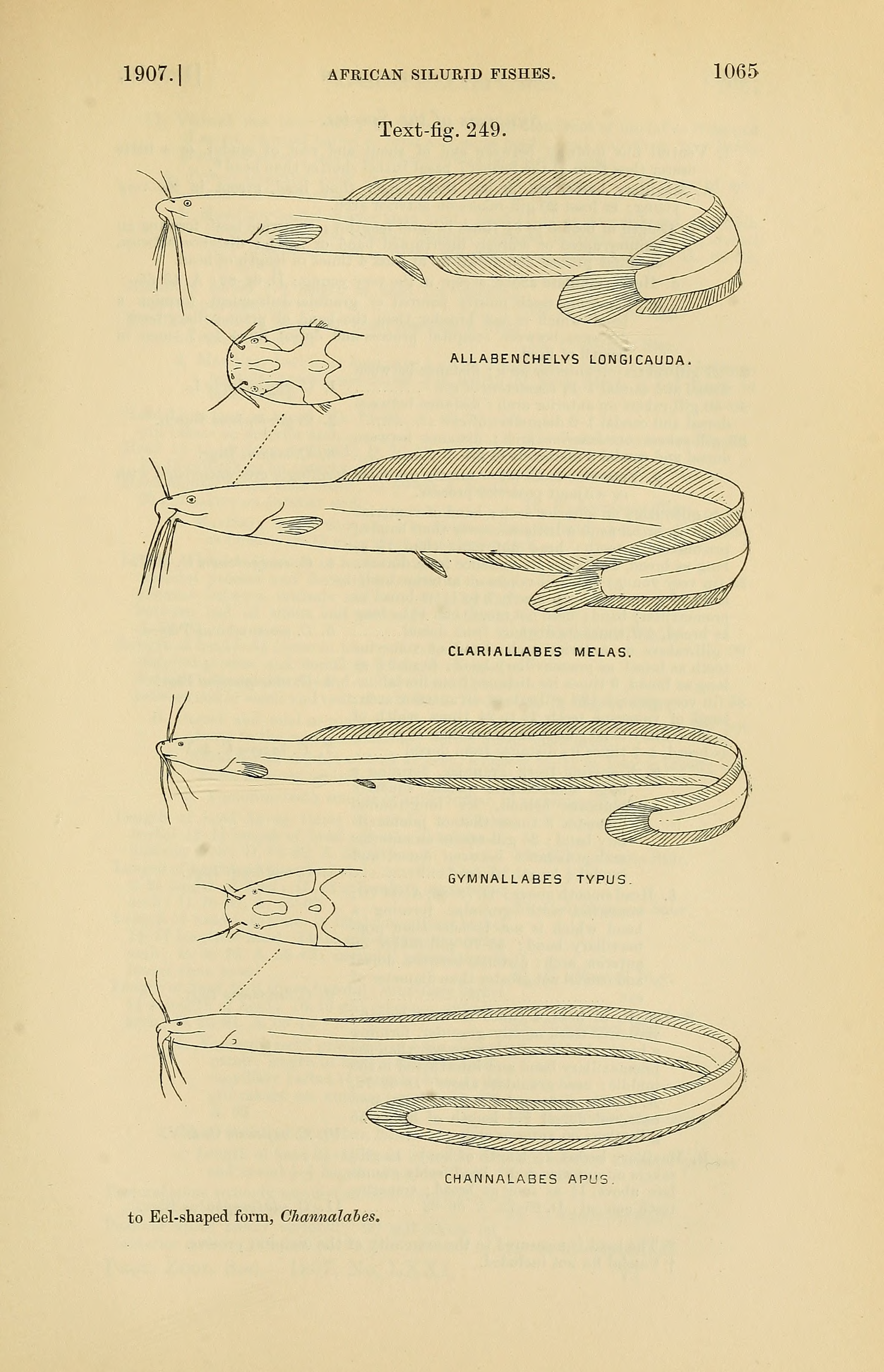
Sumokształtne oddychające powietrzem atmosferycznym. U dołu: Channallabes apus.

Głównym składnikiem diety Channallabes apus są żyjące na lądzie chrząszcze.
Naukowcy mają nadzieję, że odkrycie pozwoli zrozumieć ewolucję od morskich ryb do lądowych czworonogów w okresie dewońskim. Channallabes apus jest podobny do ówczesnych ryb, jest prawdopodobnie brakującym ogniwem pomiędzy zwierzętami morskimi i lądowymi. Sposób polowania tego gatunku jest prawdopodobnie zbliżony do metod wczesnych kręgowców.